# Tempestade de Neve: Aníbal e o seu Exército a Atravessar os Alpes

Tempestade de Neve: Aníbal e o seu Exército a Atravessar os Alpes (Snow Storm: Hannibal and his Army Crossing the Alps) é uma pintura a óleo sobre tela do mestre inglês J. M. W. Turner, e que foi exibida ao público pela primeira vez em 1812.
A tela aborda a fragilidade humana ante as forças da natureza, sendo a própria composição um redemoinho. Turner volta a utilizar a idéia de vórtice, numa encenação do terror que se apossa do homem ante a grandiosidade da natureza. Montes altíssimos e blocos de neve fustigam a presunção humana que ousou desafiá-los. O sol é um pálido círculo distante, como que um olho indiferente a observar a audácia do homem diante da inclemência do tempo.
Deixada ao património público nacional pelo  Turner Bequest, ficou primeiro na National Gallery tendo em 1910 transitado para a Tate Gallery onde permanece atualmente.

## Descrição
A pintura representa o esforço dos soldados de Aníbal a cruzar os Alpes Marítimos em 218 a.C. contrariados pelas forças da natureza e pelas tribos locais. Uma nuvem de tempestade escura encurvada domina o céu preparada para desabar sobre os soldados que estão por baixo no vale e o sol amarelo-alaranjado tenta romper através das nuvens. Uma avalanche branca desliza pela montanha na direita. Aníbal não está claramente identificado, mas pode estar a ser transportado pelo elefante visível à distância. O enorme animal parece minúsculo face à tempestade e à paisagem, aparecendo as planícies soalheiras de Itália em frente. Em primeiro plano, guerreiros salssos anos estão a combater a rectaguarda de Aníbal, confrontos que são descritos nas histórias de Políbio e Tito Lívio.
Nesta obra surge pela primeira vez um remoinho oval de mistura de vento, chuva e nuvens, uma composição dinâmica de contraste de luz e escuridão a que Turner recorrerá em obras posteriores, como na obra de 1842, Tempestade de Neve: Barco a Vapor a sair da Embocadura do Porto (Snow Storm: Steam-Boat off a Harbour's Mouth).
O desequilíbrio da composição, sem eixos geométricos ou perspectiva, rompe com as regras tradicionais da composição. É similar à sua aguarela de 1800-2, Edward I's Army in Wales, pintada para ilustrar uma passagem do poema O Bardo de Thomas Gray, em que um exército marcha diagonalmente através de uma passagem de montanha, e que é atacado por um arqueiro no lado esquerdo da pintura.

## História
Turner via paralelismo entre Aníbal e Napoleão, entre as Guerras Púnicas em que se confrontaram Roma e Cartago e as Guerras Napoleónicas contemporâneas do artista em que se defrontavam o Reino Unido e a França. A obra é a resposta de Turner ao retrato Napoleão cruzando os Alpes de Jacques-Louis David em que este vangloria Napoleão a liderar o seu exército no Grande São Bernardo que aconteceu em Maio de 1800, obra que Turner tinha visto durante a sua visita a Paris em 1802. Turner situou a sua obra no Vale d'Aosta, uma das possíveis vias que Aníbal pode ter usado para cruzar os Alpes, e que Turner também visitou em 1802.
Identificar Napoleão e a França com Aníbal e Cartago era invulgar: enquanto potência continental e com uma armada relativamente fraca, a França era usualmente mais identificada com Roma, assemelhando-se o Reino Unido enquanto potência naval a Cartago.  Um simbolismo mais usual, ligando o poder naval moderno dos Britânicos ao antigo poder naval de Cartago, pode ser encontrado em obras posteriores de Turner como Dido Building Carthage e The Decline of the Carthaginian Empire.
Turner esboçou as figuras de primeiro plano logo em 1804 e tinha observado uma impressionante tempestade numa casa em Yorkshire, em 1810; fazendo anotações na parte de trás de uma carta ao dona da casa, comentou que seria provável que veria a obra de novo dentro de dois anos, e que se chamaria "Aníbal cruzando os Alpes". Turner também pode ter sido inspirado por uma pintura a óleo (perdida) do exército de Aníbal a descer dos Alpes para o norte da Itália do artista John Robert Cozens, Paisagem com Aníbal na sua marcha sobre os Alpes, a única pintura a óleo que Cozens expôs na Royal Academy, e também uma entrada na lista de pinturas imaginárias, escrita por Thomas Gray que especulou que Salvator Rosa poderia ter pintado Aníbal passando os Alpes. Outro impulso para a feitura por Turner da sua obra pode ter sido a visita de uma delegação do Tirol a Londres, em 1809, na procura de apoio para se oporem a Napoleão.

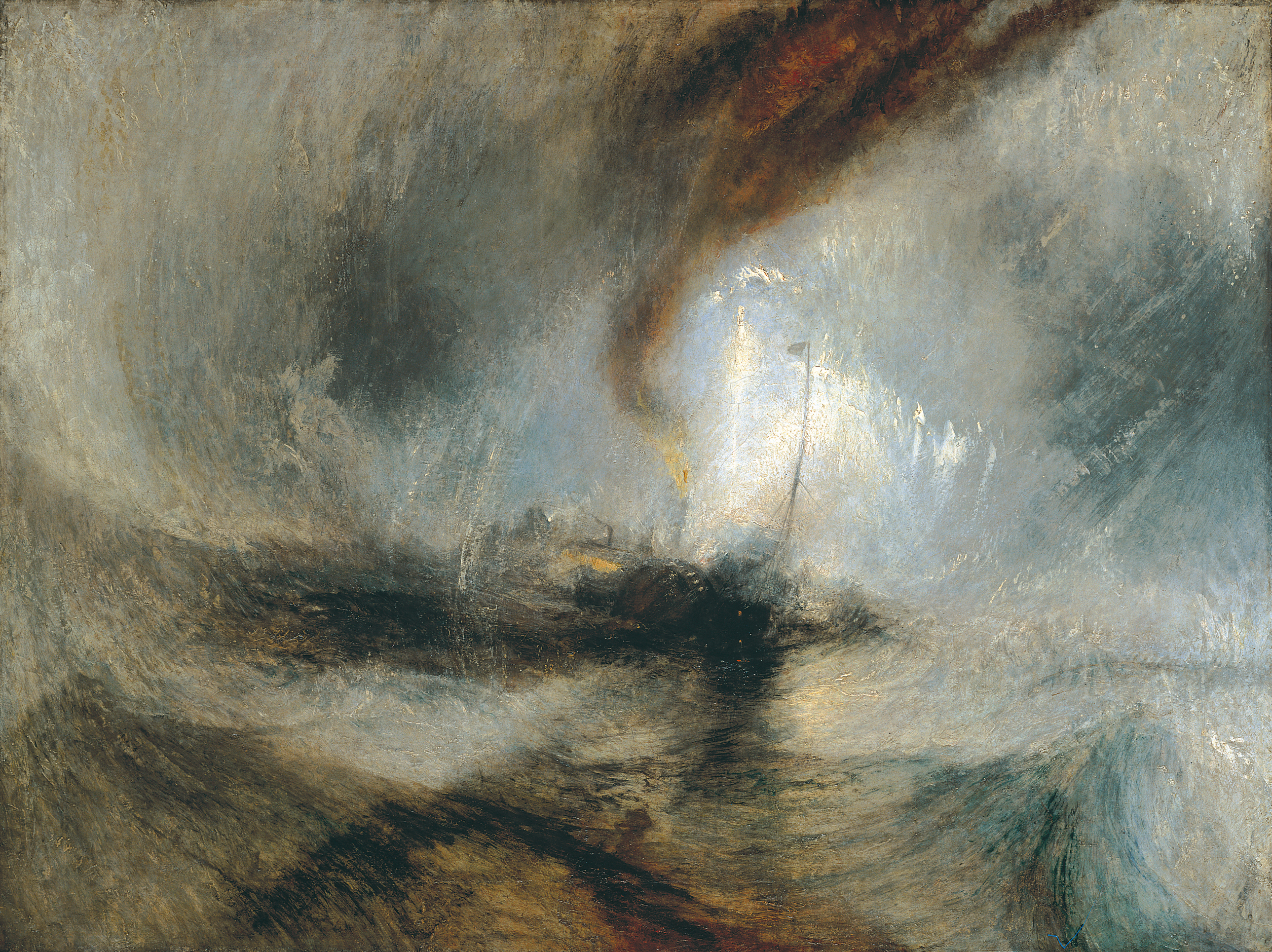
Snow Storm: Steam-Boat off a Harbour's Mouth, 1842.

A pintura foi exposta ao público pela primeira vez na exposição de verão da Royal Academy na Somerset House em 1812, tendo o catálogo alguns versos do poema inacabado de Turner, Fallacies of Hope: Turner exigia que o quadro estivesse exposto numa posição baixa na parede da exposição de modo a ser visto de um ângulo correcto. Foi amplamente considerado como impressionante, terrível, magnífico e sublime.
- Este artigo foi inicialmente traduzido, total ou parcialmente, do artigo da Wikipédia em inglês cujo título é «Snow Storm: Hannibal and his Army Crossing the Alps».